# Посмітна Вікторія Василівна
Вікторія Василівна Посмітна, у шлюбі Ларссон (нар. 7 квітня 1966 року, Київ, УРСР) — українська спортсменка (пауерліфтинг, бодибілдинг, фітнес), тренерка, ведуча. Заслужений майстер спорту України, Майстер спорту України міжнародного класу, дванадцятикратна чемпіонка України, багаторазова призерка чемпіонатів Європи та Світу. Володарка 27 рекордів України. З 2008 року живе і працює у Швеції.

## Кар'єра
Навчалася в фізико-математичній школі № 145 в Києві під дошлюбним прізвищем Крисіна, 1980—1983. Освіта:
- Київський Національний Університет ім. Т. Г. Шевченка — інженер-геофізик.
- Національний Університет фізичного виховання і спорту України, магістр.
- Вища спортивна школа, швед. GIH (Gymnastik - och idrottshögskolan), Стокгольм, Швеція. Спеціалізація — наукові напрямки в силовому тренуванні, магістр. Дисертація: Electromyography biofeedback in strength training : effects of five weeks training on muscle activation and strength (English)

Спортивну кар'єру Вікторія розпочала у 1985 році, у віці 19 років, коли захопилася дзюдо. За час навчання в Київському Національному Університеті ім. Т. Г. Шевченка стає чемпіонкою університету з дзюдо, футболу, волейболу та настільного тенісу, входить до міської збірної з дзюдо.

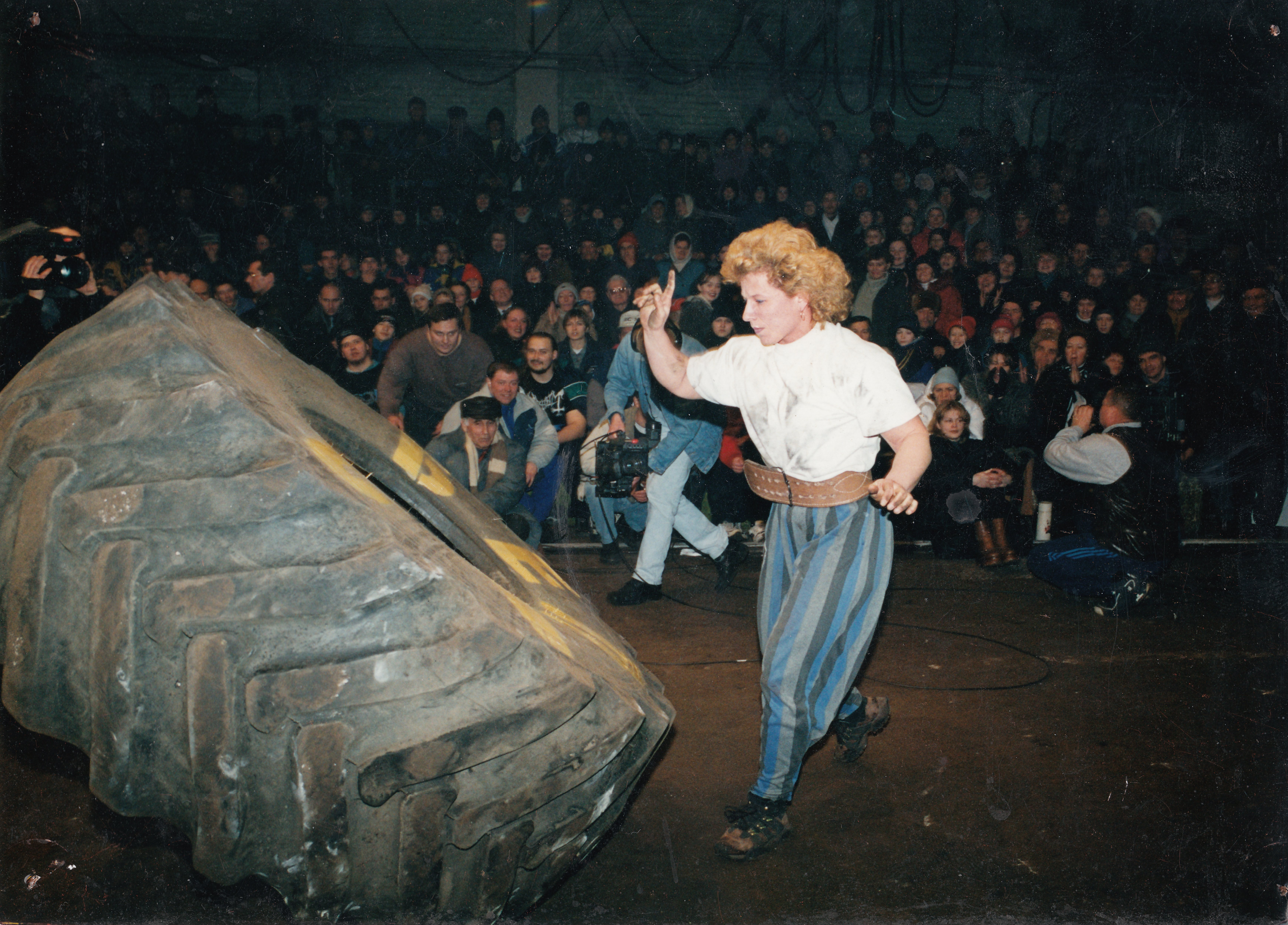
Вікторія Посмітна в 6-му турі Всеукраїнського турніру «Богатир року» в Києві, 5 лютого 2000 року.

Паралельно із заняттями з дзюдо, з 1994 року Вікторія Посмітна починає професійно займатися пауерліфтингом і стає багаторазовою призеркою Чемпіонатів Світу, Європи, України та Швеції з пауерліфтингу за період 1996—2004 рр., 2010 за версією IPF.
З 2002 року захоплюється культуризмом і фітнесом. Завдяки цьому стає чемпіонкою України з бодибілдингу, International Federation of BodyBuilding and Fitness (IFBB), у 2003 році, з бодіфітнесу, World Fitness Federation/World BodyBuilding Federation (WFF/WBBF), у 2005 році й чемпіонкою світу з бодіфітнесу, у віковій категорії +30 (WFF/WBBF) того ж року. У 2007 році очолила федерацію фітнесу WFF/WBBF України.
У 2000 році вперше в Україні нарівні з чоловіками взяла участь у турнірі «Богатирські розваги». Виграла у багатьох чоловіків та увійшла в історію як «Найсильніша жінка України». Під час змагань виконала переворот колеса від кар'єрного самоскида БелАЗ вагою 340 кг — три оберти за 26 секунд.
Протягом одного року виступала на найвищому професійному рівні у трьох видах спорту: Чемпіонат Світу з пауерліфтингу 2002 рік; Чемпіонат Європи з бодибілдингу, 2003 рік; Чемпіонат Європи зі Strongwoman, 2003 год.
У 2002 році на Чемпіонаті Світу з пауерліфтингу (IPF Women's World Powerlifting Champiomships) у Німеччині в місті Різа Вікторії не зарахували рекорд у присіданні. Вага на штанзі була 253 кг. Під час вставання спортсменки зі штангою асистент, який страхував з лівого боку, на долю секунди доторкнувся до дисків. Офіційно судді повідомили, що був подвійний рух. Це означає, що під час вставання штанга пішла вниз, а потім знову пішла вгору. Насправді з рекордною вагою таке зробити практично неможливо. Спортсменка встала з вагою 253 кг, однак її не зарахували.
Знімалася у кліпі українського рок-гурту Океан Ельзи «Відчуваю» (2006; реж. Ілля Чичкан).
Про досягнення Вікторії Посмітної знято документальний фільм Viva Victoria!

## Досягнення
- 1996 рік — Чемпіонат Європи з пауерліфтингу. 2 місце.
- 1997 рік — Кубок України з пауерліфтингу. 1 місце.
- 1998 рік — Чемпіонат України з пауерліфтингу. 1 місце.
- 1998 рік — Чемпіонат Світу з пауерліфтингу серед жінок. 3 місце, IPF.
- 1998 рік — Чемпіонат Європи з пауерліфтингу серед жінок. 2 місце, IPF.
- 1999 рік — Чемпіонат України з пауерліфтингу. 1 місце.
- 1999 рік — Чемпіонат Європи з пауерліфтингу серед жінок. 2 місце, IPF.
- 2000 рік — Чемпіонат України з пауерліфтингу. 1 місце.
- 2000 рік — Чемпіонат Світу з пауерліфтингу серед жінок. 3 місце, IPF.
- 2001 рік — Чемпіонат України з пауерліфтингу. 1 місце.
- 2001 рік — Чемпіонат Світу з пауерліфтингу серед жінок. 2 місце, IPF.
- 2001 рік — Чемпіонат України з жиму лежачи. 1 місце.
- 2001 рік — Чемпіонат Європи IPF з пауерліфтингу серед жінок. 4 золоті медалі, IPF.
- 2001 рік — Учасниця Strongwoman Євро турніру.
- 2002 рік — Чемпіонат Світу з пауерліфтингу. 1 золота, 1 срібна медалі, IPF.
- 2003 рік — Чемпіонка України з бодибілдингу, IFBB.
- 2003 рік — Чемпіонат України з пауерліфтингу. 1 місце.
- 2005 рік — Чемпіонка України в бодіфітнесі, WFF/WBBF.
- 2005 рік — Чемпіонка Світу в категорії бодіфітнес +30 років, WFF/WBBF.
- 2010 рік — Чемпіонат Швеції з пауерліфтингу. 1 місце, IPF.

### Найкращі результати
Силове триборство у ваговій категорії до 82,5 кг:
- Присідання: 245,5 кг
- Жим лежачи: 137,5 кг
- Тяга: 227,5 кг
- Найкраща сума триборства: 607,5 кг

## Тренерська діяльність
Вікторія Посмітна займається тренерською діяльністю з 1992 року. За час роботи підготувала плеяду видатних спортсменів у дзюдо, пауерліфтингу та бодіфітнесі.
Одна з вихованок Вікторії Посмітної — Ірина Колесник, яка володіє самбо, дзюдо і вільною боротьбою, переможниця першості світу серед молоді (2002), срібна призерка першостей світу (2003) і Європи (2004).
З 2000 до 2007 року Вікторія Посмітна була тренеркою в Києві в спортивному залі «Арсенал». Вона тренувала як професійних спортсменів, так і працювала як персональний тренер з любителями різних вікових категорій. Її учнями були Андрій Ковальський, ведучий програми «Факти. Спорт», канал ICTV, Володимир Мжельський, шеф-редактор «5 каналу», Михайло Малий, «Факти», канал ICTV, Дмитро Мухарський, актор, батько Антіна Мухарського, Юрій Волотовский, актор, пауерліфтер. Саме на цей час припав розквіт професійної кар'єри Вікторії як спортсменки.
У період тренерства в «Арсеналі» Вікторія часто стає героїнею сюжетів на українському телебаченні, а згодом і телеведучою.
Після переїзду до Швеції у 2008 році, Вікторія стає менеджером — тренером у спортивному клубі AlbaNova Gym для персоналу наукового центру AlbaNova University Centre у Стокгольмі.

## Особисте життя
Народила двох синів — Андрія (1984) і Василя (1990).
Старший син Вікторії Андрій Посмітний у 17 років на Чемпіонаті України з пауерліфтингу серед юніорів у 2001 році в сумі триборства зібрав 682,5 кг: присідання: 270 кг, жим лежачи: 162,5 кг, тяга: 250 кг.